# The Virgin Tour
The Virgin Tour je prva koncertna turneja američke pjevačice Madonne u svrhu promocije prva dva studijska albuma, Madonna i Like a Virgin. Iako je Madonna već tada bila internacionalna zvijezda, turneja je obišla samo Sjevernu Ameriku.

## O turneji
Madonna je svojom prvom turnejom obišla samo Sjedinjene Američke Države i Kanadu. Nije išla u Europu, Aziji ili Australiju. Kako je Madonna tijekom 1983. – 1984. nastupala po klubovima u Europi i Aziji zbog promocije debitantskog albuma te je stekla veliku bazu obožavatelja, mislio se readiti raspored koncerata za ovu turneju u Engleskoj i Japanu. Međutim, to se nije dogodilo. Tek je na sljedećoj turneji Madonna obišla Japan i Europu. Na kraju turneje su dodani još neki koncerti zbog snažene prodaje karata i velikog zanimanja. Svi koncerti su održani po rasporedu i nije bilo nikakvog otkazivanja koncerta.
U San Franciscu su se prodavale maijce s temom turneje i to svakih 6 sekundi po jedna maijca. Svih 17.672 karte su rasprodane za koncert u Radio City Music Hall u New Yorku su rasprodani u rekordnom vremenu od 34 minute. To se dogodilo i s ostatkom koncerata, te je većina rasprodana u rekordnim vremenima.
Madonna je izvodila svoje koncerte s entuzijazmom i novim stilom. U jednom dijelu je bila u stilu gdje pita publiku hoće li je zaprositi, dok je u drugom dijelu bila u zavodničkom stilu punom energije iz klubova, s radija i glazbenih videa poput "Gambler" i "Burning Up". Stil je bio potpuno Boy Toy (mlada žena izrazito provokativna muškarcima), s raznim odjevnim predmetima od šarene jakne u stilu new wave za izvedbu "Holiday" (glumila je Susan iz filma Desperately Seeking Susan) pa do bijele vjenčanice slične onoj koju je nosila u glazbenom videu za pjesmu "Like a Virgin".   

## Popis pjesama
1. "Dress You Up"
2. "Holiday"
3. "Into the Groove"
4. "Everybody"
5. "Angel"
6. "Gambler"
7. "Borderline"
8. "Lucky Star"
9. "Crazy for You"
10. "Over and Over"
11. "Burning Up"
12. "Like a Virgin" (s elementima "Billie Jean")
13. "Material Girl"

## Datumi koncerta
| Datum             | Grad           | Savezna država  | Mjesto                          |
| ----------------- | -------------- | --------------- | ------------------------------- |
| 10. travnja 1985. | Seattle        | Washington      | Paramount Theatre               |
| 12. travnja 1985. | Seattle        | Washington      | Paramount Theatre               |
| 13. travnja 1985. | Seattle        | Washington      | Paramount Theatre               |
| 15. travnja 1985. | Portland       | Oregon          | Arlene Schnitzer Concert Hall   |
| 16. travnja 1985. | Portland       | Oregon          | Arlene Schnitzer Concert Hall   |
| 19. travnja 1985. | San Diego      | California      | SDSU Open Air Theatre           |
| 20. travnja 1985. | San Diego      | California      | SDSU Open Air Theatre           |
| 21. travnja 1985. | Costa Mesa     | California      | Pacific Amphitheatre            |
| 23. travnja 1985. | San Francisco  | California      | Bill Graham Civic Auditorium    |
| 26. travnja 1985. | Universal City | California      | Universal Amphitheatre          |
| 27. travnja 1985. | Universal City | California      | Universal Amphitheatre          |
| 28. travnja 1985. | Universal City | California      | Universal Amphitheatre          |
| 30. travnja 1985. | Phoenix        | Arizona         | ASU Activity Center             |
| 3. svibnja 1985.  | Dallas         | Texas           | Dallas Convention Center        |
| 4. svibnja 1985.  | Houston        | Texas           | Hofheinz Pavilion               |
| 5. svibnja 1985.  | Austin         | Texas           | Frank Erwin Center              |
| 7. svibnja 1985.  | New Orleans    | Louisiana       | UNO Lakefront Arena             |
| 9. svibnja 1985.  | Tampa          | Florida         | USF Sun Dome                    |
| 10. svibnja 1985. | Orlando        | Florida         | Orange County Convention Center |
| 11. svibnja 1985. | Pembroke Pines | Florida         | Hollywood Sportatorium          |
| 14. svibnja 1985. | Atlanta        | Georgia         | The Omni                        |
| 16. svibnja 1985. | Cleveland      | Ohio            | Public Hall                     |
| 17. svibnja 1985. | Cincinnati     | Ohio            | Cincinnati Gardens              |
| 18. svibnja 1985. | Chicago        | Illinois        | UIC Pavilion                    |
| 20. svibnja 1985. | Chicago        | Illinois        | UIC Pavilion                    |
| 21. svibnja 1985. | St. Paul       | Minnesota       | St. Paul Civic Center           |
| 23. svibnja 1985. | Toronto        | Ontario, Kanada | Maple Leaf Gardens              |
| 25. svibnja 1985. | Detroit        | Michigan        | Cobo Arena                      |
| 26. svibnja 1985. | Detroit        | Michigan        | Cobo Arena                      |
| 28. svibnja 1985. | Pittsburgh     | Pennsylvania    | Pittsburgh Civic Arena          |
| 29. svibnja 1985. | Philadelphia   | Pennsylvania    | The Spectrum                    |
| 30. svibnja 1985. | Hampton        | Virginia        | Hampton Coliseum                |
| 1. lipnja 1985.   | Columbia       | Maryland        | Merriweather Post Pavilion      |
| 2. lipnja 1985.   | Worcester      | Massachusetts   | Worcester Centrum               |
| 3. lipnja 1985.   | New Haven      | Connecticut     | New Haven Coliseum              |
| 6. lipnja 1985.   | New York       | New York        | Radio City Music Hall           |
| 7. lipnja 1985.   | New York       | New York        | Radio City Music Hall           |
| 8. lipnja 1985.   | New York       | New York        | Radio City Music Hall           |
| 10. lipnja 1985.  | New York       | New York        | Madison Square Garden           |
| 11. lipnja 1985.  | New York       | New York        | Madison Square Garden           |

## Negativne kritike
Glazbeni kritičari su bili izrazito kritični prema Madonninim nastupima.
- New York Times:...jednostavno nije pjevala dobro...
- Billboard:...Madonni ostaje još šest mjeseci karijere...

Madonna je izjavila: Ignorirala sam što su kritičari pisali jer duboko u srcu znam da je bilo dobro... Uvijek ću se susretati s onima kojima se ne sviđa što radim.

## Snimanje koncerta
Live – The Virgin Tour VHS je snimka koncerta iz Detroita. Iako su "Angel", "Borderline" i "Burning Up" bili dio turneje, nisu bili uključeni na VHS.
Cijela audio snimka koncerta iz Los Angelesa je profesionalno snimljena i uskoro je procurila kao LP album u Sjedinjenim Državama. Ni danas još nema snimke koncerta u DVD izdanju.